# Aprasia litorea
Espèce
Aprasia litorea est une espèce de geckos de la famille des Pygopodidae.

## Répartition
Cette espèce est endémique d'Australie-Occidentale. Elle se rencontre à l'Ouest du lac MacLeod.

## Description
Le mâle holotype mesure 133 mm dont 43 mm pour la queue.

## Publication originale
- Maryan, Bush & Adams, 2013 : Morphological and molecular assessment of Aprasia fusca and A. rostrata (Squamata: Pygopodidae), with a description of a new species from the Lake MacLeod region, Western Australia. Records of the Western Australian Museum, vol. 28, p. 144–163 (texte intégral).